# Lago de Varna
El lago de Varna (en búlgaro: Варненско езеро, Varnensko ezero) es un lago costero o limán localizado en la costa búlgara del mar Negro. Separado del mar por una franja de arena de 2 km de ancho y con una superficie de 19 km², es el más grande, por volumen (0,166 km³), y el más profundo (17 m).
El lago tiene una forma alargada, siendo sus costas del sur altas, escarpadas y boscosas, y las septentrionales inclinadas. El lago de Varna se formó en un valle fluvial por el aumento del nivel del mar, cerca del final del Pleistoceno. Su fondo está cubierto por un grueso aluvión de limos y lodos de sulfuro de hidrógeno en las partes más profundas; hay grandes depósitos de fango medicinal (lodo mineral)  En el lago desembocan varios ríos (Provadiya (119 km), Dévnia, Ignatiev y Konstantin) que desembocan cerca de la costa occidental del lago Beloslav, otro lago localizado más al interior que está conectado con el lago de Varna.
Hasta el siglo XX, el agua dulce del lago desembocaba en el mar Negro a través del río Devnya, pero tras la construcción del moderno puerto de Varna Este (y el posterior drenado del río), se excavó un canal a través de la franja de arena entre el mar y el lago entre 1906 y 1909, lo que llevó a que el nivel del lago descendiese 1,40 m, y a que entrase el agua de mar, convirtiéndose en agua salobre.
En 1976, cuando comenzó a operar un nuevo canal de 12 m de profundidad que cruzaba el puente de Asparuhov, el lago fue dragado a lo largo de la corriente. Se abrió otro canal navegable en el extremo oeste a través del vecino lago Beloslav hasta el puerto de Varna Oeste y la Railroad Ferry Terminal.  Se habilitaron un par de pequeños puertos especializados en la orilla norte del lago, el Puerto de LesPort y el Puerto de la central térmica de Varna. Toda la zona próxima al lago se industrializó, decayendo la reputación del lago como una rica zona de pesca que había sostenido asentamientos humanos desde hacía casi 100.000 años.
La necrópolis de Varna, donde se encontró el tesoro de oro más antiguo del mundo, se encuentra cerca de la costa norte, mientras que la ciudad de Varna se encuentra en el extremo oriental del lago. También a lo largo de la costa norte se encuentran los pueblos de Kazashko y Ezerovo, y los pueblos de Zvezditsa y Konstantinovo tienen vistas al lago desde las alturas del sur.

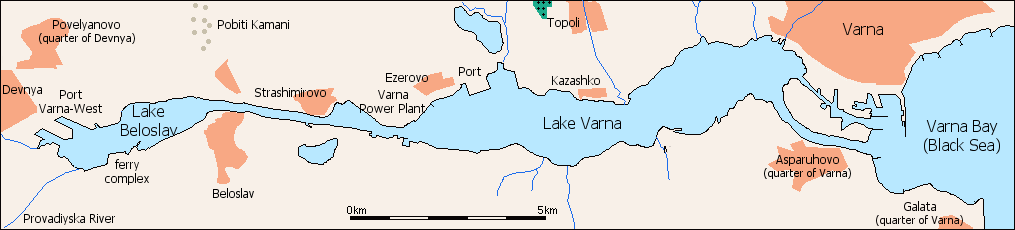
Mapa del lago de Varna y sus alrededores.